# یان اندرسن (بازیکن فوتبال)
یان اندرسن (انگلیسی: Jan Andersen؛ زادهٔ ۱۷ ژوئن ۱۹۴۵) بازیکن سابق فوتبال اهل دانمارک است که در پست هافبک بازی می‌کرد.
وی در تیم ملی فوتبال دانمارک بازی کرده است.